# موسوعة بايدو
موسوعة بايدو أو بايدو بايكه (بالصينية: 百度百科) هي موسوعة إنترنت تعاونية صينية تملكها شركة بايدو. أُطلقت الموسوعة في أبريل 2006، اعتبارًا من نوفمبر 2019 كان في موسوعة بايدو 16 مليون مقالة وأكثر من 6.9 مليون محرر.
يشير منتقدو الموسوعة إلى أنها تفرض رقابة على محتواها وفقًا لمتطلبات الحكومة الصينية .

## تاريخ
تم إطلاق موسوعة بايدو في أبريل 2006، وبعد 20 يوم من الإطلاق كان لدى الموسوعة أكثر من 300,000 عضو مسجل وأكثر من 100,000 مقال جديد، متجاوزه بذلك الرقم عدد المقالات في ويكيبيديا الصينية. اعتبارًا من نوفمبر 2019 كان لدى الموسوعة 16 مليون مقال وأكثر من 6.9 مليون محرر.
قال ويليام تشانغ من بايدو في 2008 خلال مؤتمر اتحاد شبكة الويب العالمية «في الواقع، لا يوجد سبب يدعو الصين لاستخدام ويكيبيديا. . . من الطبيعي جدًا أن تصنع الصين منتجاتها بنفسها.»  عند البحث باستخدام محرك البحث الصيني بايدو، ستظهر روابط لموسوعة بايدو كنتيجة أولى إذا كان ما تبحث عنه موجودًا فيها.

## المجتمع
هناك ثلاث مجموعات منظمة داخل مجتمع موسوعة بايدو. يتكون فريق نخبة بايكه من حوالي 340 من المساهمين الأساسيين الذين يتم توجيههم بواسطة شركة بايدو ويعملون كجهات اتصال مجتمعية، هناك أيضًا مجموعة من سفراء الجامعات مكونة من الطلاب وفريق من الخبراء يضم أكثر من 2500 عضو، بما في ذلك أساتذة الجامعات.

## الشراكات
دخلت موسوعة بايدو في شراكات مع مؤسسات ثقافية في الصين وخارجها لرقمنة التراث الثقافي، ففي أواخر عام 2017 وقعت بايدو اتفاقية في الصين لإنشاء «2000 متحف رقمي على الإنترنت» في السنوات الثلاث التالية. وفي أوائل عام 2018، تم توسيع الشراكات لتشمل 1000 مدينة وموقع سياحي إسباني، بما في ذلك كامينيو دي سانتياغو وساغرادا فاميليا ومتحف ديل برادو.

## النقد
اتهم بعض النقاد موسوعة بايدو بالرقابة  واتهمها الرئيس السابق لمؤسسة ويكيميديا بانتهاك حقوق النشر.

### الرقابة
نظرًا لكونها تخضع لسلطة الحكومة الصينية، فإن شركة بايدو مطالبة بمراقبة المحتوى الموجود في موسوعتها وفقًا للقوانين واللوائح ذات الصلة مثل قانون الأمن السيبراني لجمهورية الصين الشعبية وقانون الاستخبارات الوطنية. لذا يجب على جميع المحررين إلى تسجيل الحسابات بأسمائهم الحقيقية قبل التحرير، ويقوم المسؤولون بمراجعة جميع التعديلات قبل أن تصبح متاحة للجمهور. أثارت هذه الرقابة انتقادات.
في عام 2013، أصدر المركز الكندي ستزن لاب (Citizen Lab) تقريرًا يقول إنه من المعروف أن هناك رقابة على موسوعة بايدو ولكن «تحديد الحالات أو أنماط الرقابة يمكن أن يكون صعبًا بسبب طبيعة المحتوى الذي ينشئه المحررون والإشراف على المحتوى».

### ادعاءات التعدي علىحقوق النشر
في عام 2007، قالت فلورنس ديفوار (رئيسة مجلس أمناء مؤسسة ويكيميديا) «إنهم [موسوعة بايدو] لا يحترمون الترخيص على الإطلاق، [...] قد يكون هذا أكبر انتهاك لحقوق الطبع والنشر لدينا. وهناك آخرون.»  أنشأ مستخدمو ويكيبيديا الصينية قائمة بالمقالات التي يُزعم أنها تنتهك حقوق الطبع والنشر الخاصة بـ ويكيبيديا. لكن قررت مؤسسة ويكيميديا عدم اتخاذ أي إجراء قانوني. وردًا على الانتقادات، شددت شركة بايدو على أن موسوعتها بايكه هي عبارة عن منصة للمحتوى الذي ينشئه المستخدمون.

## روابط خارجية
- الموقع الرسمي
 باللغة الصينية